# Matthiola capiomontana
Matthiola capiomontana är en korsblommig växtart som först beskrevs av Michel Charles Durieu de Maisonneuve, och fick sitt nu gällande namn av Auguste Nicolas Pomel. Matthiola capiomontana ingår i släktet lövkojor, och familjen korsblommiga växter. Inga underarter finns listade i Catalogue of Life.